# Dyschoriste saltuensis
Dyschoriste saltuensis är en akantusväxtart som beskrevs av Merritt Lyndon Fernald. Dyschoriste saltuensis ingår i släktet Dyschoriste och familjen akantusväxter. Inga underarter finns listade i Catalogue of Life.